# Сон Гі Хун
Сон Ґі-хун чи Сон Гі-хун (кор. 성기훈; [sʌŋɡihun]), також відомий як Гравець 456 – персонаж, який є головним героєм серіалу "Гра в кальмара". У першому сезоні він бере участь у таємному змаганні на життя і смерть, що складається з шести дитячих ігор, де він змагається з 455 іншими гравцями за 45,6 мільярда південнокорейських вонів, після того як набрав великі борги через азартні ігри та безробіття. Під час участі він став союзником різних інших учасників, зокрема Алі Абдула, Чо Санг-у, Кан Се-бьок і О Іль-нама. Він знову з’являється у другому сезоні, де знову є головним героєм та учасником ігор, який приєднується до них, щоб покласти їм кінець.

## 1 сезон
Сонг Ґі-хун вперше з'являється в першому сезоні як головний герой. Він краде гроші у матері, щоб поставити ставку на кінські перегони і купити подарунок для доньки на її день народження. Він втрачає виграш після того, як його обкрадає жінка під час втечі від колекторів. Пізніше до нього підходить чоловік у костюмі, пропонуючи 100,000 вон, якщо він виграє гру в дакджі. Він зрештою виграє, отримує гроші та запрошення взяти участь у "Грі в кальмара". Він приєднується як гравець 456 з 456, зустрічаючи різних людей, серед яких старий чоловік, та сама крадійка, і його дитячий друг Чо Санг-у. Учасники беруть участь у грі "Червоне світло, зелене світло", де вони дізнаються, що поразка означає смерть. Він майже падає, але його рятує Алі Абдул, який перетинає фінішну лінію разом з Ґі-хуном. Тоді з'ясовується, що переможець гри отримає 45,6 мільярда вон, і більшість учасників вирішують залишити гру, включаючи Ґі-хуна. Він знаходить свою матір у лікарні, не маючи можливості отримати лікування; намагається отримати кредит від колишньої дружини, дізнавшись, що вона і їхня донька їдуть до США, і знову приєднується до "Гри в кальмара".
Друга гра змушує учасників вибирати форму; Ґі-хун вибирає парасольку, лише потім дізнається, що потрібно зробити форму з тонкого цукру, і він вибрав найскладнішу. Він зрештою виграє, облизавши її, зробивши так, щоб вона трималася докупи за допомогою його слюни. Під час перерви стає відомо, що вбивства під час перерв дозволені, що призводить до бійки, яку організовує гангстер Чан Док-су зі своїми союзниками. Він рятує крадійку та дізнається, що її звуть Кан Се-бьок. Коли світло знову вмикається, вбивства припиняються. Потім вони беруть участь у грі на перетягування каната, Ґі-хун об'єднується з Се-бьок, старим чоловіком, Алі, Санг-у та ще п’ятьма людьми. Після перемоги завдяки пораді старого чоловіка, вони забарикадовуються на ніч, чергуючи охорону і намагаючись змусити Док-су відчувати параною, щоб не атакував. Вночі він переживає ПТСР і згадує, як його колегу вбили поліцією під час страйку.
У четвертій грі їх просять вибрати пару для гри, Ґі-хун вибирає старого чоловіка. Вони дізнаються, що мета — забрати у суперника мармур. Ґі-хуну не щастить, але він починає брехати, щоб виграти. Він дізнається, що старий знав, що він бреше, але дозволив йому виграти, назвавши себе О Іль-нама і подякувавши за допомогу, яка принесла йому радість перед його передбачуваним виконанням. Під час наступної гри Ґі-хун шокований, коли Санг-у вбиває чоловіка, щоб залишитися живим, і дізнається, що Се-бьок отримала поранення під час цієї гри. Троє з них — єдині вижили, Ґі-хун намагається не вбивати Санг-у, обіцяючи піклуватися про сім'ю іншого, якщо той помре. Вона врешті-решт гине від рук Санг-у, щоб Ґі-хун і вона не проголосували за вихід з гри, і двоє з них вирушають у фінальну гру до смерті. Санг-у програє, але Ґі-хун просить проголосувати за вихід, не бажаючи вбивати його, що змушує Санг-у вбити себе, щоб Ґі-хун виграв гроші.
Ґі-хун повертається додому, дізнається, що його матір померла, і відмовляється витратити гроші через почуття вини. Пізніше він отримує запрошення від Іль-нама, який розкриває, що він є головним організатором "Гри в кальмара", бажаючи зняти свою нудьгу від багатства. Іль-нама пропонує Ґі-хуну ставку на те, чи врятують п’яного чоловіка на снігу, і Ґі-хун виграє, коли Іль-нама помирає. Через деякий час Ґі-хун забирає брата Се-бьок з дитячого будинку і приводить його матері Санг-у разом з великою сумою грошей. На шляху до свого рейсу, щоб побачити свою доньку, він бачить чоловіка в костюмі з іншим чоловіком і переслідує їх. Чоловік у костюмі зникає, але він забирає картку у людини, яка її отримала, і дзвонить за номером. Він заявляє про намір знову приєднатися до ігор і покласти їм кінець, вирішивши не сідати на літак.

## 2 сезон
Ґі-хун з’являється в другому сезоні, через три роки після подій першого, коли він платить колишньому колектору гроші, щоб відшукати рекрутера, зрештою знаходячи його. Рекрутер кидає йому виклик, щоб він двічі натиснув на курок на пістолеті наставлений йому на голову; Ґі-хун натискає на курок, наведений на нього самого, кидаючи такий самий виклик рекрутеру, який врешті-решт вистрілює в себе. Він планує з іншими людьми відшукати "Фронтмена", маючи в своєму зубі мікрочіп для відслідковування. Його запрошують у лімузин, де він просить взяти його в гру, щоб знищити її, і "Фронтмен" приймає його. 
Гі Хун знову стає Гравцем 456. Він дізнається, що тепер після кожної гри учасники голосують, залишитися чи піти, і що його друг, Парк Чон-бе, приєднався до гри, порадивши йому залишатися поруч із ним. Під час «Червоного світла, зеленого світла» він виявляє, що трекер було видалено, що завадило його союзникам знайти його. Він пояснює іншим гравцям наслідки програшу, вказуючи їм, коли завмерти. Інші гравці усвідомлюють наслідки лише після смерті першого гравця. Він перетинає фінішну лінію, але помічає підстреленого гравця, який просить допомоги. Він разом із Чо Хюн Джу допомагають йому переправитися, хоча його все одно вбивають.
Кожен бере участь у голосуванні за те, щоб залишитися чи вийти, отримавши X для тих, хто йде, і O для тих, хто залишається. Під час голосування Гі Хун заявляє, що вже брав участь у голосуванні, викликаючи скептицизм. Незначною більшістю гравців змушують залишитися після того, як Гравець 001 — Хван Ін Хо, справжня особистість Фронтмена — проголосує за те, щоб залишитися. Багато гравців шукають його внесок у наступну гру, хоча Гі Хун не впевнений, чи буде це та сама гра.
У наступній грі їм пропонують сформувати групу з п’яти осіб, у групу Гі Хуна входять він сам, Чон Бе, Кан Де Хо (колишній мореплавець), Ін Хо (називає себе О Йон Ір) і вагітна дівчина на ім'я Кім Джун Хі. Їм прив’язують ноги пліч-о-пліч, кожному доручають зіграти одну з п’яти ігор, завершуючи свою гру та перетинаючи фінішну лінію. Проводиться ще одне голосування, причому помітна більшість гравців проголосували за те, щоб залишитися, включно з Чон Бе, який раніше проголосував за відхід. 
Вони беруть участь у третій грі, Mingle, перед тим, як провести ще одне голосування. Голосування закінчується нічиєю, що змушує їх провести голосування наступного дня. Ґі-хун розуміє, що гра передбачає, що гравці вбивають один одного, попереджаючи свою групу ховатися під час цього, доки не увійдуть солдати, щоб вони могли викрасти їхню зброю та захопити їх.
Після припинення бунту члени групи прикидаються мертвими, що дозволяє їм збентежити охоронців і викрасти їхню зброю, убивши їх. Вони збирають зброю та боєприпаси, залишаючи кімнату в гуртожитку із заручником, щоб сказати їм, куди йти. Він і Чон Бе йдуть до командної кімнати, а інші розбираються з солдатами, борючись зі своїми солдатами по дорозі. Зрештою Ін-хо бере з собою двох людей, щоб допомогти влаштувати засідку на солдатів ззаду, щоб допомогти Гі-Хуну та Чон-Бе, але убиває двох, яких він привів, і імітує свою смерть, зв'язавшись по радіо з Гі-Хуном. Ґі-Хун і Чон-Бе здаються, а Ін-Хо, тепер знову одягнений як Фронтмен, страчує Чон-Бе. Коли епізод закінчується, охоронці тримають нажаханого Гі-Хуна.

## Особистість
Гі Хун показаний як дружелюбна, добра, турботлива і балакуча людина. Він часто демонструє свою турботу і уважність, піклуючись про О Іль-нама і захищаючи Кан Сає-бьок від Чан Док-су. 
Він, здається, страждає від серйозної лудопатії, часто ставлячи всі гроші на ставки. Серйозність його захворювання часто змушує його не розуміти наслідки своїх вчинків до того, як це стане пізно, наприклад, скасовуючи соціальне забезпечення для матері, не знаючи про її діабет, або винятково великий борг перед лихварями, що змусило його підписати документ, що дозволяє його кредиторам продавати частини його тіла для погашення боргу.
Темніші вчинки Гі Хуна часто є результатом відчаю, а не егоїзму чи жорстокості, наприклад, його маніпуляція Іль-намом під час раунду з мармурами: Гі Хун ридає під час гри і виявляє ознаки каяття і скорботи після "елімінації" Іль-нама. Він також планував вбити Санг-ву, коли той заснув, перед початком шостої гри, поки його не відговорила Сає-бьок, сказавши, що він не вбивця.
Попри свої невдачі як батько і син, Гі Хун демонструє, що глибоко піклується про свою родину. Його сильно засмучує думка про втрату доньки, і він безуспішно намагається переконати матір пройти лікування від діабету, впадаючи в річний депресивний стан після її смерті. Після ігор він розвиває ПТСР, та працює три роки поспіль, щоб зупинити ці ігри. Після невдачі в переконанні Фронт Мена припинити "гру в кальмара", він вирішує вступити в 36-у "гру в кальмара", щоб проникнути в гру та вбити її персонал. Він допомагає учасникам у "Червоному світлі, зеленому світлі", інструктуючи їх, як вижити, і постійно закликає людей голосувати за вихід з гри, попереджаючи їх про майбутнє. Це показує його дуже самовіддану, сміливу та турботливу натуру, готову ризикувати своїм життям, щоб допомогти іншим. Однак пізніше в іграх він готовий пожертвувати кількома учасниками для більшого блага (вбити персонал гри та зупинити гру).
На початку сезону 1 він є веселим, життєрадісним з ігровою залежністю та великим боргом. У сезоні 2 він повертається більш зрілим, серйозним, хитрим і ощадливим. Він розглядає свої призові гроші як "кроваві гроші", які належать тим, хто загинув у грі, і використовує їх на благодійність. Він стає більш рішучим у своїх цілях, а також більш ретельним у своїх обставинах, демонструючи високу аналітичну поведінку. 
Однак, незважаючи на зміни в його ставленні, його наївна та безрозсудна натура залишається. Він не врахував різних можливостей перед вступом у гру, що призвело до провалу його початкового плану. Навіть у грі він часто виглядає незграбно, наприклад, не розпізнаючи ФронтМена, незважаючи на численні підказки. Його нерозумна природа призводить до жахливих наслідків під час повстання, що було дуже непрактичним, зважаючи на потужність його ворогів. 
Сонг Гі Хун був описаний Хван Донг-хюком як дуже "людяний" персонаж. Це означає, що, незважаючи на свою альтруїстичну та праведну натуру, він є неідеальним і часто стикається з невдачами. В кінці важливіше всього те, що він ніколи не втратив свою людську природу, на відміну від Хван Ін-хо, його  ворога, який піддався відчаю та ненависті і став холоднокровним злочинцем.